# Reiter Zoltán
Reiter Zoltán (Kassa, 1974. augusztus 5. –) magyar színész.

## Életpályája
Szülővárosában érettségizett a Kassai Magyar Gépipariban. 1992 és  1994 között a Komáromi Jókai Színházban szerepelt. Színészi diplomáját a Pozsonyi Színművézeti Főiskolán szerezte 1997-ben, majd egy évadot a Miskolci Nemzeti Színházban töltött. 1998-tól a kecskeméti Katona József Színház, 2009-től a Kassai Thália Színház tagja volt. 2011-től játszik az egri Gárdonyi Géza Színházban.

## Fontosabb színházi szerepei
- William Shakespeare: Rómeó és Júlia... Benvolio
- William Shakespeare: Hamlet... Rosencrantz
- Carlo Goldoni: Két úr szolgája... Pantalone
- Arthur Miller: Az ügynök halála... Bernard
- Molière: A fösvény... Harpagon
- Bertolt Brecht: Állítsátok meg Arturo Uit... Ernesto Roma
- Friedrich Dürrenmatt: Az öreg hölgy látogatása... Koby (vak)
- George Bernard Shaw: Warrenné mestersége... Sir George Crofts
- Sławomir Mrożek: Elvarázsolt éjszaka... Kedves kolléga
- Anton Pavlovics Csehov: A Manó... Vojnyickij
- Anton Pavlovics Csehov: Cseresznyéskert... Lopahin
- Nyikolaj Vasziljevics Gogol: A revizor... Hlesztakov
- Mihail Afanaszjevics Bulgakov: Álszentek összeesküvése... Bouton
- Iszaak Oszipovics Dunajevszkij: Szabad szél... Rendőrfőnök
- Szophoklész: Antigoné... Őr
- Peter Weiss: Marat / Sade... Kikiáltó
- Ray Cooney: Páratlan páros... Porterhouse
- Szigligeti Ede: Liliomfi... Szellemfi
- Mikszáth Kálmán: A beszélő köntös... Az örök Török
- Móricz Zsigmond: Úri muri... Tanyásgazda
- Móricz Zsigmond – Kocsák Tibor – Miklós Tibor: Légy jó mindhalálig... Valkay tanár úr
- Móricz Zsigmond: Rokonok... Kardics
- Molnár Ferenc: Az Ördög... László
- Molnár Ferenc: Játék a kastélyban... Titkár
- Márai Sándor: Kassai polgárok... Jakab polgár
- Karinthy Frigyes: Játsszunk Micimackót... Füles
- Weöres Sándor: Csalóka Péter... Tégla
- Hubay Miklós: Elnémulás... Renegát
- Spiró György: Liliomfiék az Alföldön... Adolf
- Örkény István: Tóték... Az őrnagy
- Sütő András: Káin és Ábel... Káin
- Páskándi Géza: Vendégség... Blandrata György (a fejedelem embere)
- Gál Elemér: Héthavas gyermekei... Koncsag (íjász Kisvárban)
- Tasnádi István: Finito... dr. Juhos Buda, rendőrőrnagy
- Kiss Csaba: A dög... Lojzi (álmos stájner melák 30-50 között)
- Lázár Ervin: A kisfiú meg az oroszlánok... Cirkuszigazgató
- Fésűs Éva: A palacsintás király... Fasírozott generális
- Jevgenyij Lvovics Svarc: A Hókirálynő... Varjúfiú
- Hans Christian Andersen – Jevgenyij Lvovics Svarc: A király meztelen... Borotvált úr
- Carlo Collodi: Pinokkió... Tücsök
- Hervé: Nebántsvirág... Lucien
- Kálmán Imre: A cirkuszhercegnő... Tóni
- Kálmán Imre: Montmartre-i ibolya... Florimond Herve, zeneszerző; Frascatti, hadügyminiszter
- Huszka Jenő: Bob herceg... Plumpudding, borbély
- Farkas Ferenc: Csínom Palkó... Göcs Pista, szegénylegény
- Kacsóh Pongrác: János vitéz... Francia király
- Szirmai Albert – Bakonyi Károly – Gábor Andor: Mágnás Miska... Pixi gróf
- Eisemann Mihály – Zágon István – Somogyi Gyula: Fekete Péter... Pierre Lenoir
- Eisemann Mihály: Fiatalság bolondság... Pincér
- Zerkovitz Béla – Szilágyi László: Csókos asszony...  Ibolya Ede, költő és zsurnaliszta
- Fényes Szabolcs – Békeffi István: Rigó Jancsi... Gyula
- Miguel de Cervantes – Dale Wasserman – Mitch Leigh – Joe Darion: La Mancha lovagja... Az atya
- Tim Rice – Andrew Lloyd Webber: József és a színes szélesvásznú álomkabát... Fáraó
- Déry Tibor – Pós Sándor – Presser Gábor – Adamis Anna: Képzelt riport egy amerikai popfesztiválról... Pokol angyala
- Horváth Péter – Presser Gábor – Sztevanovity Dusán: A padlás... Barrabás (B)
- Nagy Tibor – Pozsgai Zsolt – Bradányi Iván: A kölyök... Ted (a menhely lakóinak kapitánya)
- Böszörményi Gyula – Lakatos Róbert – Müller Péter Sziámi: Gergő és az álomfogó... Szvapna (álomfogó)
- Vajda Katalin: Legyetek jók, ha tudtok... Ignác atya
- Blaskó-Saárossy Zsófia – Nagy Zoltán: A csodatükör... Kevély király
- Dániel András: Boszorkányok a Bármi utcából... Felhő
- Neil Simon: Pletykák... Glen Cooper
- Marcel Mithois – Aldobolyi Nagy György: A férjvadász... Becot, rendőrfelügyelő
- Brandon Thomas: Charley nénje... Stephen Spittigue (oxfordi ügyvéd)
- Galt Macdermot – James Rado – Gerome Ragni: Hair... Hud
- Marc Camoletti: Boldog születésnapot... Bernard
- Sibylle Berg: Helge élete... Halál
- Dusan Kovačević: III. Radován... Rumenka
- Stanisław Wyspiański: Magyar menyegző... Áron (istállófiú)
- Moravetz Levente – Szolnoki Péter: Sárkányszív... Delian lovag

## Díjak, elismerések
- Radó-díj (2005)

## Filmek, tv
- Két úr szolgája (2009)
- A padlás (2009)
- Az Ördög (2009)
- Fekete Péter (2009)
- Csókos asszony (2010)
- Boldog születésnapot (2010)
- Pletykák (2011)
- Gergő és az álomfogó (2012)
- Marat/Sade (2013)
- Kassai polgárok (2014)
- Örkény István: Tóték